# Blender (журнал)
Blender — американский музыкальный журнал, декларирующий себя «главным гидом в мире музыки и всего прочего». Журналом регулярно составляются различные списки альбомов, исполнителей и песен, определяются лучшие и худшие из них. В каждом номере публикуется полная дискография какого-нибудь артиста с подробными описаниями и анализом каждого альбома.
Совместно с телевизионным каналом VH1 журналом был составлен список «пятидесяти самых чудовищно плохих песен всех времён», заняв первую строчку, наихудшей оказалась песня «We Built This City» группы Starship.
Впервые Blender начал распространяться в 1994 году в виде компакт-дисков, в 1997 году у журнала появился собственный сайт, а в 1999 году стал издаваться в печатном виде, в котором приобрёл наибольшую популярность. 26 марта 2009 года компания-хозяин Alpha Media Group закрыла журнал (последний номер вышел в апреле 2009 года), при этом публикации в интернете не прекратились..
По состоянию на январь 2015 года сайт blender.com недоступен, при открытии появляется надпись "Welcome to blender.com" на белом фоне без возможности сделать что-либо.

## Примечание
1. ↑  The ISSN portal (англ.) — Paris: ISSN International Centre, 2005. — ISSN 1534-0554
2. ↑  Jason Fell. Blender Folds: Music magazine latest to succumb to recession (англ.). Folio (26 марта 2009). Дата обращения: 17 октября 2009. Архивировано из оригинала 9 апреля 2012 года.
3. ↑  Stairway to Hell (англ.). New York Post (30 марта 2009). Дата обращения: 17 октября 2009. Архивировано из оригинала 9 апреля 2012 года.